# 令和元年版 怪談牡丹燈籠
『令和元年版 怪談牡丹燈籠 Beauty&Fear』（れいわがんねんばん かいだんぼたんどうろう ビューティアンドフィア）は、NHK BSプレミアムの「プレミアムドラマ」枠にて2019年10月6日から10月27日まで放送された日本のテレビドラマ。全4話。初代三遊亭圓朝による傑作怪談噺「怪談牡丹灯籠」を、ワイヤーアクション、特殊メイク、チャンバラなども織り交ぜつつ令和元年の新たな視点と演出により映像化する。脚本・演出は源孝志、主演は尾野真千子。
『完本 怪談牡丹燈籠』（かんぽん かいだんぼたんどうろう）と題し、NHK BS4Kにて2019年12月7日および12月14日の21時から23時に未公開映像を加えた前後編各120分にて放送された。
また、『怪談牡丹燈籠 異聞「お露と新三郎」』（かいだんぼたんどうろう いぶん おつゆとしんざぶろう）がNHK BSプレミアムにて2019年12月28日の22時から23時30分に放送された。

## あらすじ
時は寛保三年、剣客で知られた旗本の青年・飯島平太郎（高嶋政宏）は、訪れた本郷の刀剣商で酒に酔った浪人に絡まれ、若気の至りから斬り殺してしまう。幕府によっておとがめなしとの裁定となったものの、全てはこの事件が発端となる。
時は流れ20年後、平太郎は家督を継ぎ平左衛門となり、妻との間には可憐な一人娘・お露（上白石萌音）が生まれていた。しかし妻は若くして病死、奥方付きの侍女だったお国（尾野真千子）は、やがて家内を取り仕切り、平左衛門の愛人となり権力を握っていくことになる。
ある時、壮健な若者・孝助（若葉竜也）が士官を願い出てやってくる。実は孝助は平左衛門とは不思議な因縁で結ばれた男であった。一方なかなか縁談に応じず父を困らせていたお露は、医師・山本志丈（谷原章介）の仲介により、美男の浪人・新三郎（中村七之助）と運命の恋に落ちる。それは許されざる恋だった。
平左衛門が士官を許した若者・孝助はかつて殺した浪人の息子であった。孝助を鍛える平左衛門の心中には一つの決意が芽生えていく。隣家のならず者・源次郎と深い仲になったお国は、こともあろうに平左衛門を殺して偽の遺言状によって飯島家を乗っ取る悪計を巡らせるが、その謀略を孝助に聞かれてしまう。
一方、身分違いの新三郎との恋にすっかり心を奪われたお露は病の床に伏す。志丈の計らいにより、ひとめ新三郎の姿を見ることができたが、その後、焦がれ死にしてしまう。
新三郎はお露の死が信じられないでいた。カラン、コロン…ある晩、美しい牡丹燈籠を携えた女がふたり訪ねてくる。
新三郎の下男・伴蔵が見たお露は世にも恐ろしい化け物だった。このままでは新三郎は取り殺されてしまうという高僧の忠言を受け、護符を家中の入り口に貼り、読経をして幽霊たちを寄せ付けないようにした。
しかしなんとしても新三郎に会いたいお露とお米（戸田菜穂）は、伴蔵夫婦にお札をはがしてくれるよう頼むが、強欲なお峰（犬山イヌコ）は、暮らしに困らぬだけの礼をしてもらわなくては聞けぬ頼みだと開き直る。
するとお米は明晩百両を差し上げようと提案。欲に目がくらんだ伴蔵たちはお札をはがしてしまう。一方お国は飯島家を源次郎が相続するという偽の遺言状を用意し、平左衛門を殺す計画を実行しようとする。
お国の悪計を阻止するため孝助が暗闇のなか斬ったのは源次郎（柄本佑）ではなく、師・平左衛門だった。いまわの際の平左衛門によって源次郎は深手を負い、お国と共に逐電。孝助は二人を追って敵討ちの旅に出る。
一年後、逐電先で名を変えていたお国に入れ込んでいたのは百両を元手に成り上がった伴蔵（段田安則）。日増しに態度が大きくなる妻・お峰が邪魔になった伴蔵は…

## 登場人物

### 主要人物
お国（くに）
演 - 尾野真千子
旗本・飯島家の奥方付き女中。
飯島平左衛門（いいじま へいざえもん）
演 - 髙嶋政宏
旗本。剣の達人。
おりつ
演 ‐ 中村優子
平左衛門の妻。
黒川孝助（くろかわ こうすけ）
演 - 若葉竜也
飯島家に奉公する若い武士。
お露（つゆ）
演 - 上白石萌音
平左衛門の一人娘。
お米（よね）
演 - 戸田菜穂
お露の侍女。
宮辺源次郎（みやべ げんじろう）
演 - 柄本佑
飯島家の燐家で親戚でもある旗本・宮辺家の次男。
萩原新三郎（はぎわら しんざぶろう）
演 - 中村七之助
若い浪人。
山本志丈（やまもと しじょう）
演 - 谷原章介
医師。新三郎の友人。
伴蔵（ともぞう）
演 - 段田安則
新三郎の下男。
お峰（みね）
演 - 犬山イヌコ
伴蔵の妻。

### その他
- 沢村善兵衛 - 秋野太作
- お徳 - 石橋菜津美
- 宮部進之丞 - 大鷹明良
- 藤村屋新兵衛 ‐ 矢島健一
- 黒川孝蔵 - 神尾佑
- 佐々木藤四郎 ‐ 尾崎右宗
- 権左 ‐ 伊庭剛
- 藤助 ‐ 浅田祐二
- 与兵衛 ‐ 南条好輝
- 相川新五兵衛 - 中原丈雄
- 白翁堂勇斎 - 笹野高史
- 新幡随院 良石和尚 - 伊武雅刀

## スタッフ
- 原作 - 三遊亭圓朝「怪談 牡丹灯籠」
- 脚本 - 源孝志
- 音楽 - 阿部海太郎
- 語り部 - 神田松之丞
- プロデューサー - 川崎直子（NHKエンタープライズ）、石崎宏哉
- 制作統括 - 千野博彦（NHK）、伊藤純（NHKエンタープライズ）、八木康夫（オッティモ）
- 演出 - 源孝志
- 制作 - NHKエンタープライズ
- 制作著作 - NHK、オッティモ

## 放送日程
令和元年版 怪談牡丹燈籠 Beauty&Fear
| 放送回 | 放送日   | サブタイトル | ラテ欄[3]                 |
| ------ | -------- | ------------ | ------------------------- |
| 巻の壱 | 10月06日 | 発端         | （1）悪女と聖女、運命の恋 |
| 巻の弐 | 10月13日 | 殺意         | （2）・お露悲恋、密通の夜 |
| 巻の参 | 10月20日 | 因縁         | （3）・私を殺しておくれ!  |
| 最終回 | 10月27日 | 復讐         | 壮絶悪女、愛に死す!       |
- 巻の壱は79分拡大版。

完本 怪談牡丹燈籠
| 放送回 | 放送日   | サブタイトル |
| ------ | -------- | ------------ |
| 前編   | 12月07日 | 前編 因の巻  |
| 後編   | 12月14日 | 後編 果の巻  |

## 異聞
『怪談牡丹燈籠 異聞「お露と新三郎」』（かいだんぼたんどうろう いぶん おつゆとしんざぶろう）と題し、NHK BSプレミアムにて2019年12月28日の22時から23時30分に放送された。
『令和元年版 怪談牡丹燈籠 Beauty&Fear』をお露と新三郎中心の物語中心に、伴蔵・お峰のその後のストーリーを足して90分版にしたもの。キャストは同じであるが、主要人物であったお国、宮辺源次郎、黒川孝助は出てこない。スタッフも同じである。。

### キャスト（異聞）
- 萩原新三郎 - 中村七之助
- お露 - 上白石萌音
- 山本志丈 - 谷原章介
- お米 - 戸田菜穂
- 白翁堂勇斎 - 笹野高史
- 良石和尚 - 伊武雅刀
- 飯島平左衛門 - 髙嶋政宏
- お峰 - 犬山イヌコ
- 伴蔵 - 段田安則

### スタッフ（異聞）
- 原作 - 三遊亭圓朝「怪談 牡丹灯籠」
- 脚本 - 源孝志
- 音楽 - 阿部海太郎
- 語り部 - 神田松之丞
- プロデューサー - 川崎直子（NHKエンタープライズ）、石崎宏哉
- 制作統括 - 千野博彦（NHK）、伊藤純（NHKエンタープライズ）、八木康夫（オッティモ）
- 演出 - 源孝志
- 制作 - NHKエンタープライズ
- 制作著作 - NHK、オッティモ